# Не со мной
«Не со мной» — песня российской певицы Клавы Коки, выпущенная 27 октября 2022 года на лейбле Black Star.

## Музыкальное видео
Музыкальный видеоклип вышел 27 октября 2022 года. Режиссёром выступил Артём Кияшко.

## Отзывы
Алексей Мажаев из InterMedia поставил песне оценку 7 из 10. Слова Клавы Коки о том, что «Это мой самый личный, взрослый и, наверное, любимый трек. Читайте между строк, может, найдёте там себя. Это очень важный для меня релиз. Может быть, даже самый важный за всю карьеру. Открываюсь! И теперь легче», Мажаев прокомментировал, что «для поп-артистов это довольно типичный приём – намекнуть на автобиографичность текста очередного шлягера, чтобы слушатель лучше проникся историей». Оценивая слова песни, Алексей сказал «В мелодичной лирической композиции много красивых образов, связанных с расставанием, а в припеве – слова, свидетельствующие о готовности Клавдии Вадимовны к серьёзным отношениям».
Муз-ТВ написали, что «Лирическая мелодия песни переносит слушателя в светлые воспоминания и заставляет задуматься об уроках прошлого. А глубокий смысл трека дополняет вдохновляющая музыка и цепляющий чувства припев».

## Чарты

### Ежедневные чарты
| Чарт (2022)            | Высшая позиция |
| ---------------------- | -------------- |
| Россия (YouTube Music) | 9              |